# Tsampa

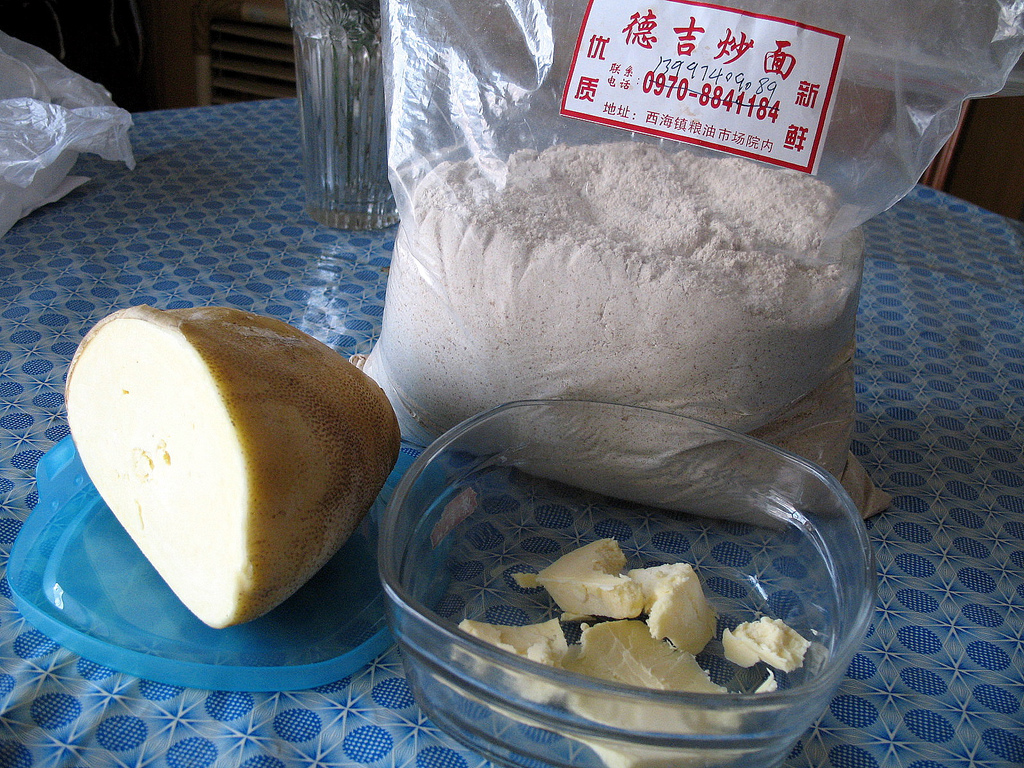
La tsampa

La tsampa (tibétain : རྩམ་པ་, Wylie : rtsam pa) est le nom tibétain de la farine d’orge du Tibet grillée.
C'est l'aliment traditionnel de base au Tibet, au même titre que le riz au sud-est de la Chine ou le blé dans le nord du même pays. Elle occupe une place significative dans l’alimentation et la culture tibétaine. Ainsi, en 1959, un appel à la résistance paru dans le journal Miroir du Tibet, publié en Inde, s'adressait à « tous les mangeurs de tsampa », et non pas aux Tibétains, tant la farine d'orge grillé est symbolique de l'identité tibétaine.

## Préparation
Traditionnellement, la tsampa, qui se présente sous forme de farine, est délayée avec les doigts dans un bol avec un peu de thé au beurre (酥油茶), composé de thé chaud additionné de sel, de beurre de yack et d'orge du Tibet. La pâte de céréale, plus ou moins ferme, ainsi obtenue, peut alors être agrémentée de légumes, de fromage ou de viande, pour constituer un repas complet, mais elle est également souvent consommée seule. Le thé peut être remplacé par tout autre liquide, comme de l’eau ou de la bière.

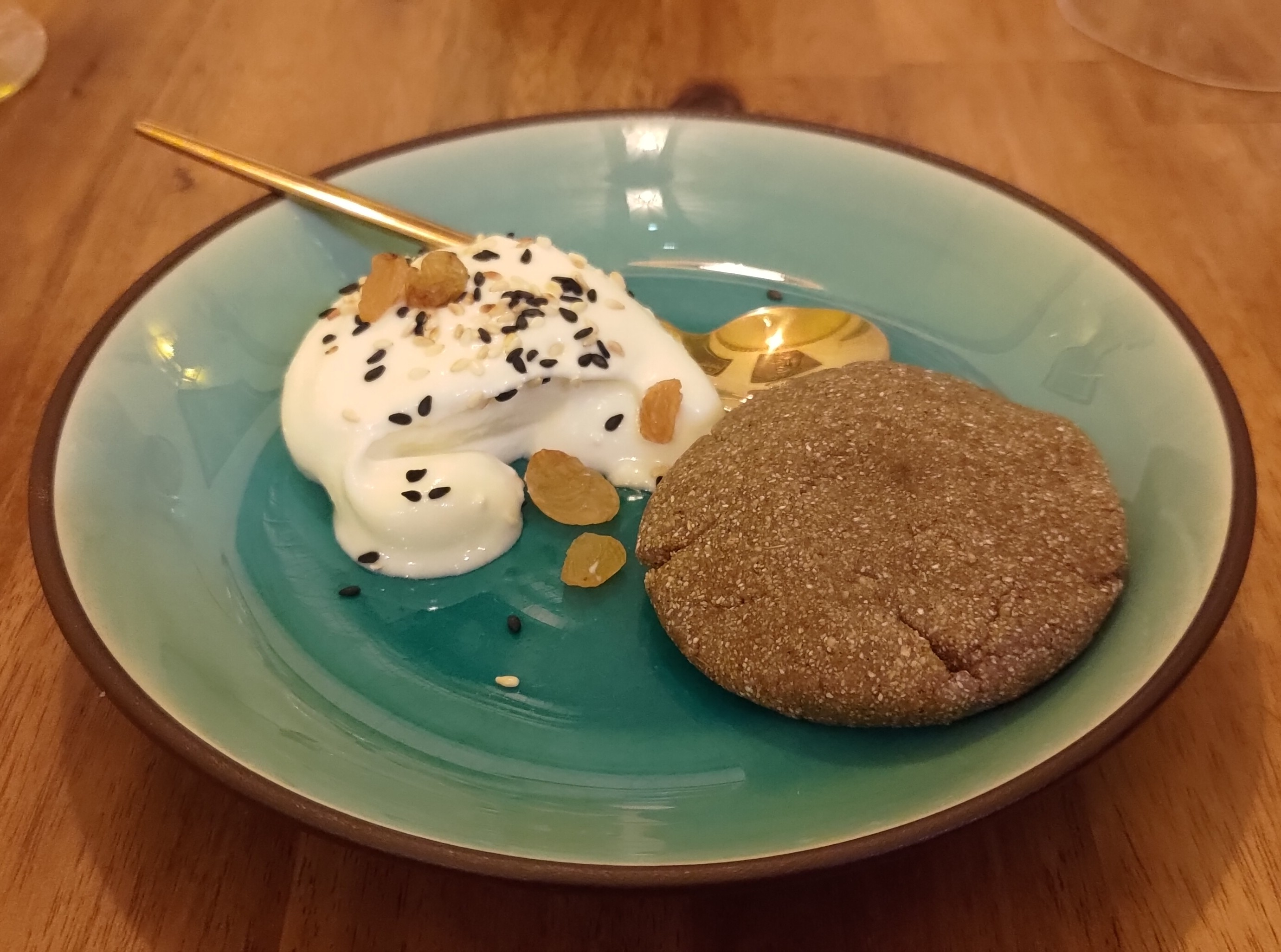
Tsampa servi sucré avec de la crème fouettée

Plus récemment, les jeunes générations consomment aussi la tsampa sucrée (le sucre étant inconnu dans le Tibet ancien). Elle peut se présenter sous forme de boulette ou de porridge. Du lait est parfois ajouté. Des galettes s’approchant du pain peuvent être faites avec de la tsampa.

## Composition
Il s’agit d’un aliment digeste, riche en apports nutritifs et dont la facilité de conservation, de transport et de préparation se prête idéalement aux conditions de vie rude des Tibétains, en particulier des nomades, pèlerins et autres voyageurs d’altitude.
L’orge est réputée pour favoriser une bonne digestion et pour son apport en fibres, vitamines du groupe B, sélénium, phosphore, fer, zinc, cuivre et magnésium. Elle contient huit acides aminés essentiels et a une action favorable sur le taux de sucre dans le sang, le cholestérol et la flore intestinale.

## Rituels

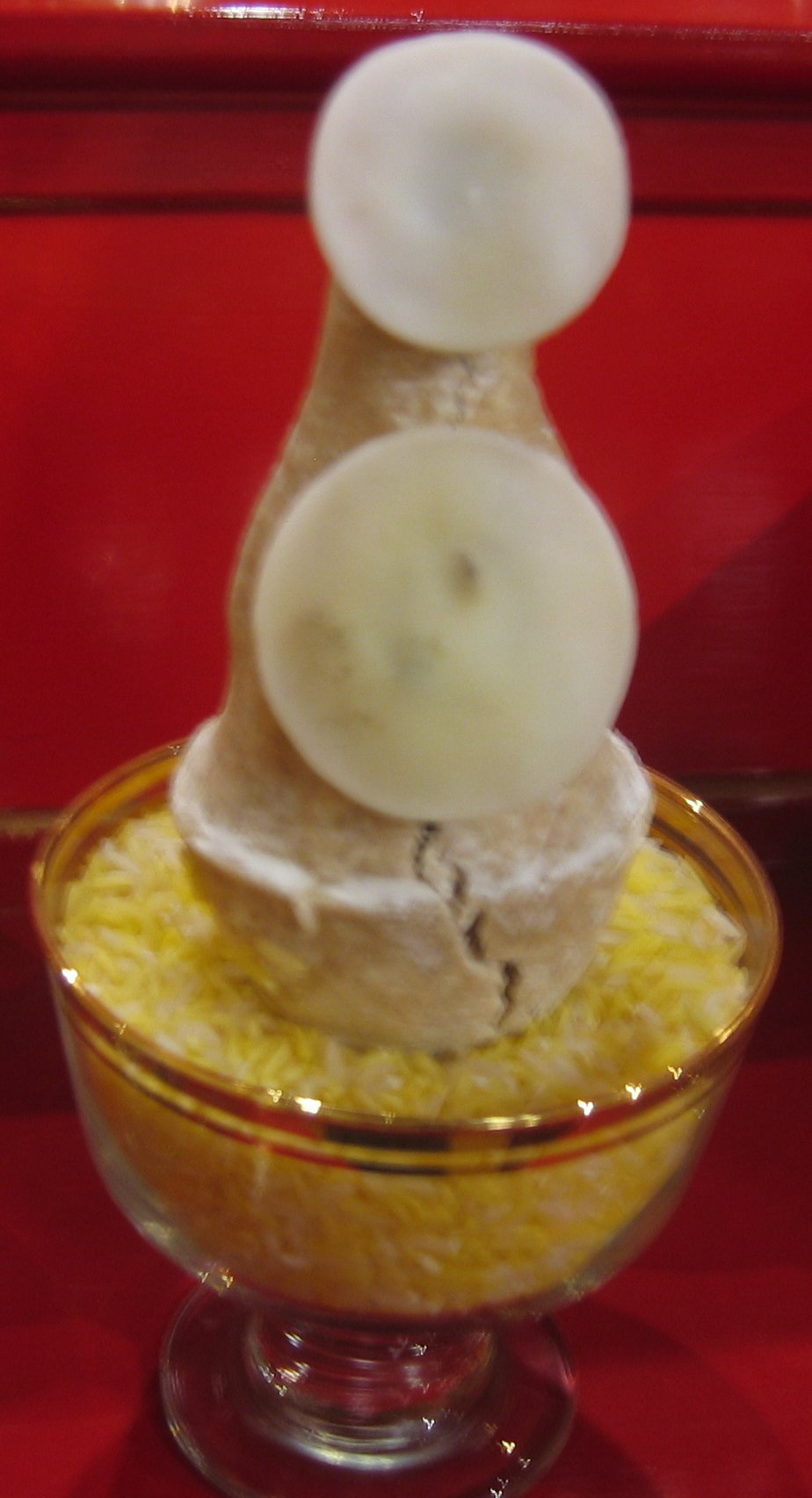
Torma

La tsampa fait partie intégrante de rituels bouddhistes tibétains.
Lors des fêtes de Nouvel An tibétain (losar, mönlam), ou d’autres célébrations comme l'anniversaire du dalaï-lama, il est de coutume de jeter de la tsampa en l’air, qui retombe sur les participants, en signe auspicieux.
La tsampa et le beurre sont également utilisés pour modeler les tormas, figurines symboliques offertes lors de rituels bouddhistes tibétains.

## Autres
Le balep korkun est un pain dont un des ingrédients est la tsampa.
En Grèce antique, la population mangeait comme plat de base la μᾶζα / mãza qui est de l'orge grillée puis moulue en farine. Ils avaient le surnom de « mangeurs d'orge » dont les Romains affublaient les Grecs.